# 크라우드 컴퓨팅
크라우드 컴퓨팅(Crowd computing)은 컴퓨터가 수행하기 어려운 작업을 인터넷에 분산된 다수의 인간이 처리하는 분산 작업의 한 형태이다.
이는 아이디어 공유, 비계층적 의사 결정, "인지 잉여"(세계 인구가 대규모, 때로는 글로벌 프로젝트에서 협력할 수 있는 능력)의 활용을 가능하게 하는 도구를 포괄하는 포괄적인 용어이다. 크라우드 컴퓨팅은 크라우드소싱, 자동화, 분산 컴퓨팅 및 기계 학습의 요소를 결합한다.
MIT의 롭 밀러(Rob Miller) 교수는 크라우드 컴퓨팅을 “개인 사용자나 컴퓨터가 혼자서는 하기 어려운 작업을 수행하기 위해 웹에 있는 사람들의 힘을 활용하는 것”으로 정의한다. 클라우드 컴퓨팅과 마찬가지로 크라우드 컴퓨팅은 새로운 애플리케이션과 기술에 대한 새로운 사고 방식을 추진할 수 있는 탄력적이고 주문형 인적 자원을 제공한다.

## 같이 보기
- 시민과학
- 크라우드소싱
- 분산 컴퓨팅